# 日本BCL連盟
日本BCL連盟（にほんビーシーエルれんめい）は、日本の短波放送受信愛好者（BCL）のサークルの中では最大規模であった友好団体。“電波で世界に友情を！”のスローガンを掲げ、1970年代後半から1980年代にかけて、短波放送受信趣味（BCL）の一大ブームを築き上げた団体として知られている。1978年12月時点の会員数は16,000人。

## 沿革
1975年10月15日設立、準備室は新宿区四ッ谷、最初の事務室は港区六本木に置かれた。1975年12月(76年1月号)から雑誌月刊『短波』を刊行。
広告を取る上で必要な束見本も作成され、2冊作成された合成本にも収められた。発売当初は隔月刊（1、3、5月号まで）だった。書店の流通ルートをどうするかが課題であったが、理事の一人である橋本忠正（NHK国際局長）の尽力により、日本放送出版協会（現NHK出版）を通じて、二大出版取次（東販、日販）を通すことに成功。流通ルートを確保した。印刷は大日本印刷。
主要クライアントには、パナソニック、ソニー、日本無線、八重洲無線、トリオ（現KENWOOD）などが入った。
スタート当初のスタッフとして、武田厳（初代短波編集長）、牛丸精一（事務局長）、中田信和（当初会員課、のちに短波誌編集部など）、渡辺強一（初代、『Hz』編集長）、黒沢康夫（短波別冊営業部など）が集められた。その後スタッフは何人かが異動した。
運営の中心として精力的な役割を果たしたのは7人いた理事の中で、唯一常勤だった名越真之だった。その他、前述の橋本忠正（橋本以降、歴代の国際局長）、電通の小谷正一、毎日新聞の藤田信勝らがいた。会長は東京大学でロケット研究の第一人者だった組織工学研究所長の要職にあった糸川英夫が務めた。
その中にBCLのことを知っている者が一人もいなかったため、1975年6月号で休刊した月刊誌『電波技術』編集部のBCL・DX 欄の編集に従事していた片岡要を編集顧問の形で招聘。片岡は創刊号、3月号と署名入り記事を執筆している。
短波誌に『電波技術』に掲載されていた読者投稿「DXレポート」を継承する形で掲載、「ラジオ・受信機のモニターレポート」の記事、各国語による受信報告書の書き方 や、局名アナウンス(ID)の確認方法を掲載し、毎年6月号では「Eスポ」(スポラディックE層)現象により受信出来た海外などの放送局を特集した。誌上特集、DX年鑑が発刊されるまで掲載されていた「メーターバンドサーベイ」は掲載誌が出るころには既に周波数は変更されていた。歴代の理事の中にNHKの国際局長がいたところからNHKと関連のある特集やイベントなどで協力を得るなどした。また、後年には受信局を競う「EDXP」などの企画も行い好評を得た。この間、事務室を港区虎ノ門に移転、部屋が広いため法律事務所と折半で使用していたという証言がある。
『短波』誌上で唯一行われた座談会として、ラジオ・受信機について、常連筆者によるものがある。（1981年4月号）
1978年1月号から日本BCL連盟のスタッフ一行がイギリスBBC日本語部、フランス ラジオ・フランス・アンテルナショナル、ドイツ ドイチェ・ヴェレ日本語課、バチカン放送、イタリア放送協会、欧州のDXクラブの連合体 EDXCを訪問した模様が巻頭グラビアに掲載された。その後、アメリカのKGEI、ボイス・オブ・アメリカ、ラジオ・カナダ・インターナショナル、アルゼンチン海外向け放送局なども訪れ、訪問の模様は『短波』『Hz』に掲載された。
その他、刊行物として『短波別冊 DX年鑑』（1980年版～1983年版）、『短波別冊 BCL QA ハンドブック』（2版）を発行。
BCLを題材として、Tシャツ（2種類、うち1種類は手塚治虫デザイン）も販売された。また、関口シュンによる「著名なDXerら」を題材にしたマンガも掲載されていた。
会員を対象にした第1回「関東地区研修会」を1976年春に全国町村会館を会場に行われ、長瀬博之らが公演し、その模様は日本テレビの『今週の顔』で放送された。
1977年から札幌で開催される雪まつりに雪像作りに参加。1977年はBBC、1978年はラジオ・オーストラリア、1979年は北京放送、1980年年はインドネシアの声の各日本語放送局、NHKの技術局支援を得て、当該各局と協力しながら特別放送を実施した。BBCはジョン･ニューマン日本語部長のサイン入り、ラジオ・オーストラリアは雪まつり風景を題材にしたベリカード (受信確認証)  や特製ペナントを作成した。
また、会員に向けて会誌『Hz』（1975年？会報特別号～1983年11月）などを出版するなど、BCLに関する情報を会内外に発信してそのブームを支えた。『Hz』に積極的に投稿した会員に『Hz賞』を、ミーティング活動で成果をあげた地区ミーティングには『優秀ミーティング賞』をそれぞれ授与、会員の活動を後押しした。
1970年代後半から1980年初頭の間に初の会員を対象としたBCL意識調査を行い、結果は『Hz』誌で発表された。
会員の有志によるミーティング（情報交換会）、会員を対象にした「グアムBCL教室」も2回実施した。日本BCL連盟の名称とロゴマークを入れた通称B連旗も作成された。1979年初頭には地区ミーティングが開催される都市が全国32か所に広がっていた。
70年後期から80年代にかけて、全国のミーティング長(後期はブロック長)会議が年1回開催され、会長の糸川英夫が講演をしたこともあった。
年度は不明だが、ラジオ・オーストラリアに勤務する大村清は日本BCL連盟の関係者に帰国後の就職を打診。1970年代後半ごろからは帰国した大村(秋田放送出身)も国際部に在籍。得意な英語を駆使した「英字新聞に掲載されるような英語表現]（短波耳事ダイアリー）」や「英BBC Mornitoring発行のWorld Broadcasting Information」の和訳などを担当していた。大村清・（現 遠藤）知子夫妻によるBCL初心者向けの「BCL教室」（1978年～）を日本短波放送（ラジオたんぱ、現ラジオNIKKEI）が毎週土曜日の夜に放送された。
1983年初頭には月刊『短波』が休刊することが濃厚となり、それに伴い事業も縮小。休刊前後に在職していたのは渡辺強一、黒沢康夫らであった。この年、豪日交流基金から補助金を得て、ラジオ・オーストラリアへの訪問などを目的としたツアーを『短波』を通じて参加者を募り、読者2人とコーディネーターとして、大村清が訪豪した。
1983年5月号の『短波』誌上で、読者の選ぶ「好きな放送局・好きな番組」の結果が発表される。
月刊『短波』は1983年6月発行の7月号(通巻89号)で休刊、最終ページに休刊を告げる「社告」を掲載、会誌「Hz」も同11月を以て突然休刊。1983年11月には社団法人 としての日本BCL連盟は活動を終え解散した。
なお、解散時に会費の残額の返金ととともに手書きの文章が同封され、「暫時活動を休止することについてと準備期間を経て、活動を再開する」旨の事が伝えられた。その際、一時連絡先となっていたのは名越の知人である。
活動休止期間中(1983年12月～1984年2月)までの間、BCL連盟最後の理事で、NHK国際局長であった木村瑛一が名越に「何とかするから動くな…」と語り、その言葉を信じた名越は何もせず、静観していたと当時を回顧している。
名越はこの時の教訓から「人任せにしては駄目だ。自身が動かなければ…」と周囲に語っている。
1984年3月に再発足。1983年5月以降、年会費を納めた会員に郵送する月刊専門誌『MY WAVE』(一部は市販)が発行された。
『MY WAVE』にはパナソニック、ソニー、日本無線、KENWOODといったラジオ・受信機メーカーのクライアントのほか、クリスマス号には「セブンスデー・アドベンチスト教団」「太平洋の声」「バチカン放送、ラジオ・べリタス・アジア」、新年号にはBBC、ドイチェ・ヴェレなどの放送機関も出広し、財政面で支えた。
ある日、名越が旧知の人間に街中で偶然に会い、「大手出版社社がBCLがブームだったころ、参入する計画があった」旨の話しを聞く。名越は「大手出版社相手に戦争しても結果は明白」と回顧している。その人物からは「BCL」を題材にした(小中学生向けの)筆箱などを入手し、計画が具体的に進んでいる事が明らかになった。
パナソニックが販売したBCL用ラジオに附属していた「主要放送局のハンドブック」のデータを長らく提供していた。ソニーマーケティングが作成した「かんたんぱ」にデータを提供した。
東京・町田市公民館の提案で、「BCL講座」4週に分けて行い、元BBC日本語部の北村元(テレビ朝日外報部・当時)ら4人が「BCLの魅力」などを講演した。
東京・銀座のバナメディア銀座で、パナソニックがBCLラジオの新機種の新発売にあわせて、ラジオ・オーストラリア日本語部長のダグラス・ヘルーア、アドベンチスト・ワールド・ラジオ日本支局長海部、著名なBCL赤林隆仁によるイベントを開催。
秋葉原の電器店カクタX1で中国国際放送局東京支局長朴 正俣、NHK国際局英語アナウンサー松田和司、ソニーラジオ企画部長稲田を招き、BCL講演会を実施。
著名な会員にヨゼフ・ナジ、ケニア出身のダグラス・ワキウリ（SB食品）ら、法人会員に警察庁、NHK国際局、ラヂオプレス、韓国文化院などがいた。
当時のNHK国際局との関係が深く、海外リスナーを対象とした欧州の放送言語調査、主要放送局の英語番組調査、郵政省に提出する海外にいる技術モニターからの報告書を取りまとめるなどの業務を手掛けており、1990年1月からラジオ日本放送周波数・番組表を年5回（3、4、5、9、11月）に広告収入を得て発行、成田空港、関西空港、紀伊国屋書店本店などに置かれていた。この斬新な発想に日本BCL連盟には、海外の日本語放送実施局から問い合わせを受けている。
その他、NHK国際局が行うイベントに際し、積極的に資料を提供したり、池田芳蔵NHK会長や宮内庁などからの問い合わせにも迅速に回答していたというエピソードもある。
当時、NHK国際局編成部の壁には「BCL連盟 03-327-1488」とワープロ打ちされた紙が各所に貼られていた。視聴者からの対応マニュアルには「国際放送関連の問い合わせは日本BCL連盟に…」と記載されていた。
ソニーの盛田昭夫社長が幹部社員を集めた新年の年頭挨拶の中で、ラジオ日本 放送周波数・番組表を手に「これを知っている者はいるか？」と話したことは関係者の間では有名。
これらの功績により、年末にはNHKサービスセンターからの提供を受けて、ラジオ日本の英文カレンダー、卓上カレンダー、英文手帳を読者や情報提供者らに長らく頒布していた。
財団法人 日本在外企業協会の「海外安全部会」が行われ、NHK国際局から高瀬善平担当部長、日本BCL連盟から名越、ソニーからラジオの設計・企画に従事する部長稲田ら3人、パナソニック輸出部から松田雅信が参加。「国際短波放送とラジオの必要性」などをテーマに加盟社が参加して公演した。
NHK国際局で毎年6月1日の日本の国際放送開始記念日に因んで行われた日本向け日本語放送局を対象にした番組コンクールには毎年、公共、若しくは国営放送機関から優れた番組の応募があり、「ラジオ韓国」「モンゴルの声」といった各放送機関の番組が入賞し、「最優秀賞」が贈られた。「最優秀賞」に入賞した放送機関の番組制作担当者は日本に招かれている。審査委員の中には会長に名越眞之の名もあった。
1980年代後期には会長の名越が「北京放送」（現・中国国際放送）に招かれ、『my wave』編集長の「ベトナムの声放送局」訪問ツアーのコーディネーターとして訪越、これまで不明な点が多かった多くのことが明らかになった。
1980年代後半には所謂「BCL情報番組」が終了する中で、ラジオ韓国日本語班の金恵英PDが『my wave』編集長の紺野敦に「BCL情報番組」の出演を打診。『紺野敦のBCL情報』が毎週土曜日に放送され、9年半にわたり続いた。
『my wave』に投稿された情報は情報提供の協定のある「NHKの国際放送 ラジオ日本」の英語放送(当時)や『ラジオ韓国』日本語放送の中で放送された。
誌上座談会を行い「日本語放送局スタッフ」「女性BCL」「放送局スタッフと会員」などを行い、誌面に掲載していた。
1990年、初頭に半世紀近く短波による日本語放送を行っていた英BBCが東欧、ロシア、中国などの冷戦時代の終焉で、これらの地域向け放送を拡充強化することに伴い、1991年に日本語、マレー語が終結した。この日本語放送終結は他国の日本語放送にも影響を与え、豪ラジオ・オーストラリア、ラジオ・カナダ・インターナショナルも1991年までに日本語放送を終了した。
CQ出版社とも交流が深く、BCLのノウハウを具体的に紹介した「BCL実践ハンドブック」は3版まで重版され、著名なBCL多数が執筆した。その他、語学関連の出版物を扱う「アルク」の刊行物にも定期的に執筆していた。
有線放送で業界2位のCAN システムから同社で流す海外放送に関する情報提供を要請されるも、これを拒否した。
『my wave』創刊10周年を記念して「放送局」「番組」「パーソナリティ」を選出する読書投票を実施。
オランダのRF-Sytem社が製造販売していた受信機に接続する高性能のアンテナ類を取り次ぎ販売したり、世界ラジオ・テレビのデータ集『World Radio TV Handbook(WRTH)』（年鑑）の取り次ぎ販売を行ない、好評を得た。
活動休止直前は名越が名誉会長、紺野が理事長（編集長兼務）だった。
紙媒体での読者・BCLの減少などにより、2004年9月には新規入会業務を停止。『MY WAVE』も2005年12月号で休刊となった。その後はNHKワールド・ラジオ日本の番組表発行のみの特定業務を行うと告知していたが、2006年に解散し、2006年10月29日から有効の番組表では日本BCL連盟の文字は消えており、NHK国際放送局の独自発行になっていた。
ウクライナ情勢の解説などで、テレビ出演している名越健郎拓殖大学特任教授（元時事通信モスクワ特派員）は甥。
放送受信愛好者によって月刊『短波』をタイトルとするHPが開設されているが、前述の雑誌とは直接の関係はない。

## 所在地
〒162-0827 東京都新宿区若宮町37 リコオビル2F

## 関連団体
- 日本短波クラブ
- アジア放送研究会